# Telenoche (Argentina)
Telenoche es un noticiero nocturno
argentino, que se emite por Canal 13, con una duración de 75 minutos.

## Historia

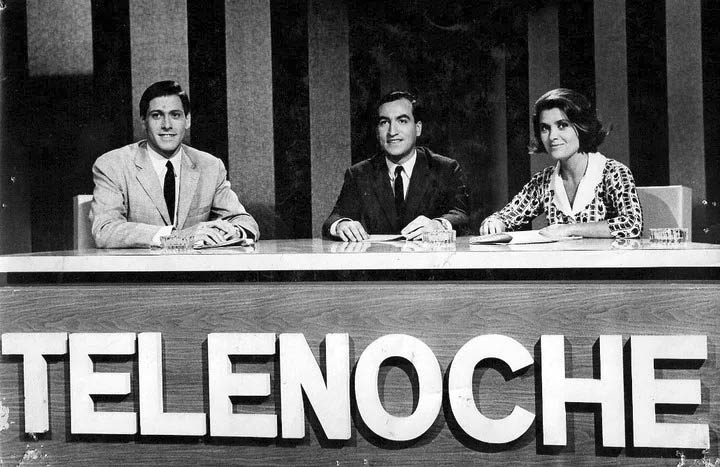
Andrés Percivale, Tomás Eloy Martínez y Mónica Cahen D'Anvers primeros conductores de Telenoche en 1966.

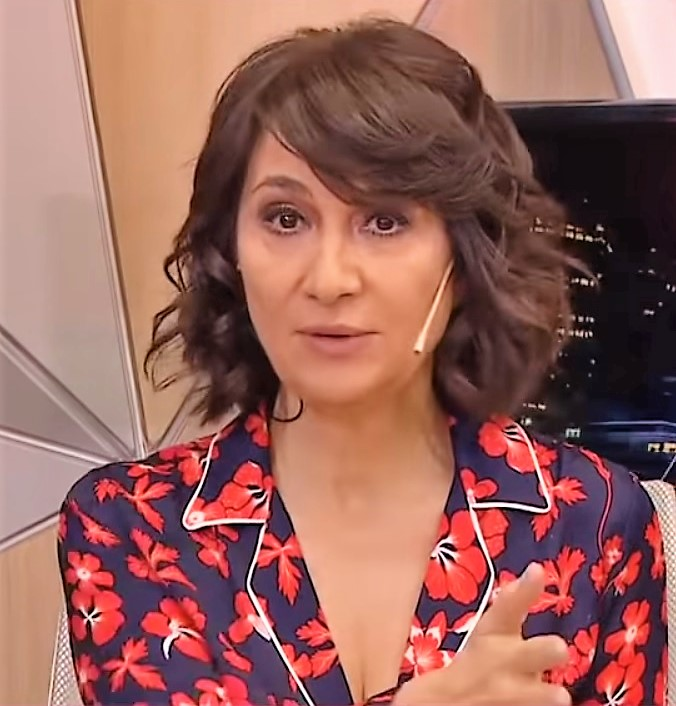
María Laura Santillán, presentadora de Telenoche desde 2004 hasta 2020.

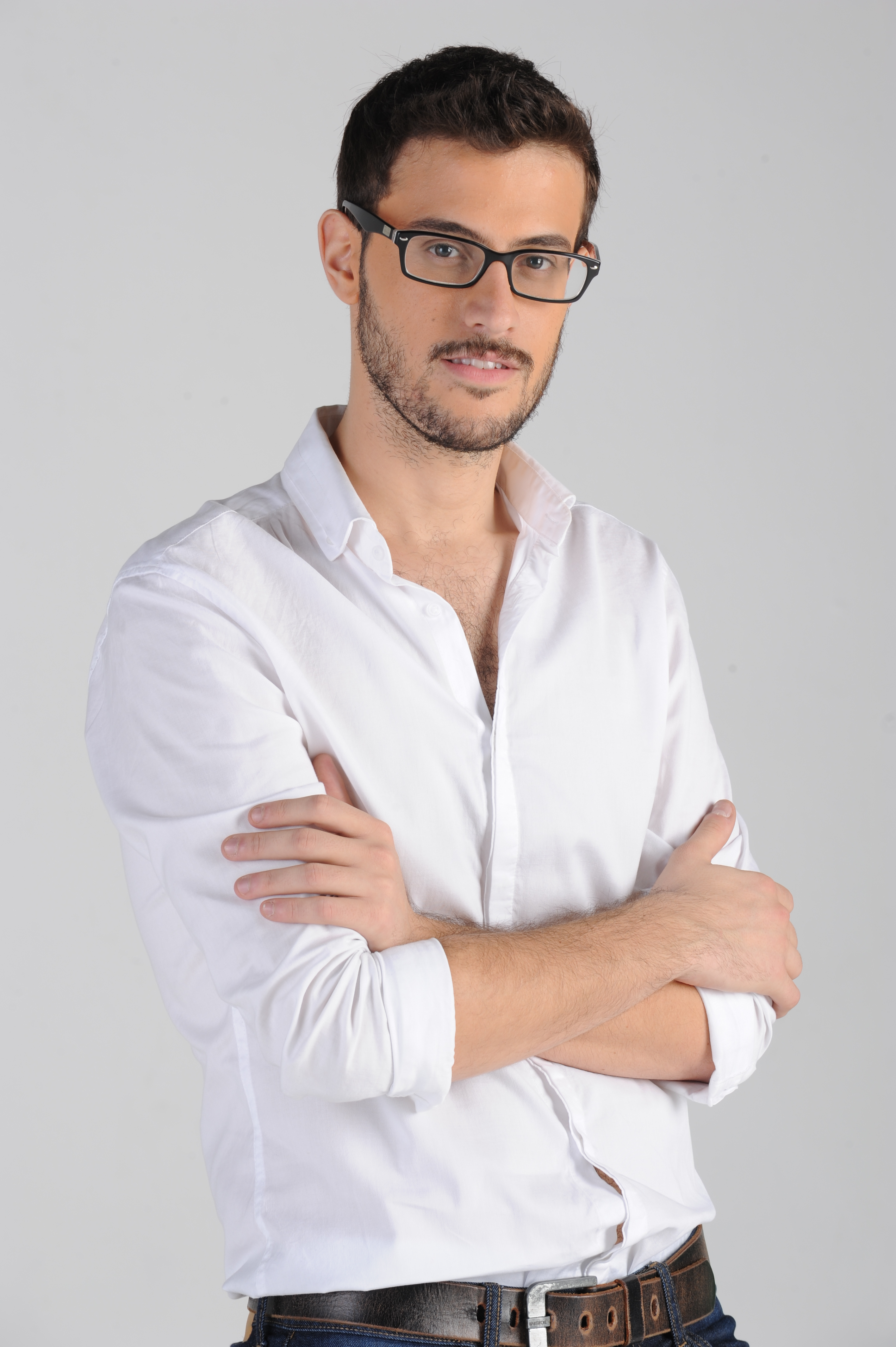
Diego Leuco, presentador de Telenoche de 2019 a 2022.

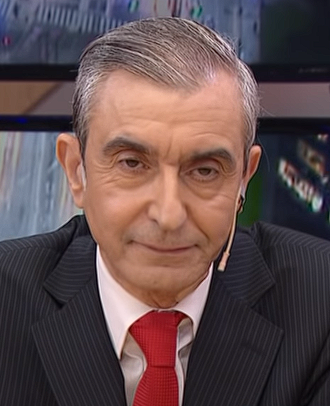
Nelson Castro, presentador de Telenoche desde 2023.

Telenoche empezó a emitirse el lunes 3 de enero de 1966, con la conducción de Mónica Cahen D'Anvers, Andrés Percivale y Tomás Eloy Martínez como director periodístico.
El noticiero tiene varios hitos en su haber, como la cobertura en 1969 de la llegada del Hombre a la Luna, en la que Mónica Cahen D'Anvers participó como enviada a Cabo Cañaveral; la primera transmisión en vivo desde las Islas Malvinas y diversas coberturas de hechos destacados a nivel nacional e internacional.
Los presentadores más identificados con el noticiero son Mónica Cahen D'Anvers y César Mascetti, que estuvieron al frente del mismo desde 1992 hasta 2003. En ese año, dejaron el noticiero debido a las presiones del trabajo diario para trabajar en un programa semanal, Telenoche Especial.
Un capítulo aparte merece la sección Telenoche Investiga, que por primera vez incorporó a la cámara oculta como una forma de denuncia. Este ciclo de investigaciones fue emitido en formato de programa de 2000 a 2003 conducido por María Laura Santillán y Juan Miceli. Entre los informes más destacados del ciclo se destacan el que denunció los abusos a menores, cometidos por el padre Grassi (un conocido cura católico), el que puso sobre el tapete la trata de personas en Argentina y el caso que reveló el accionar fraudulento de la falsa médica Giselle Rímolo, exesposa de Silvio Soldán.
De 2004 a 2017, el noticiero fue conducido por María Laura Santillán y Santo Biasatti.
De 2018 a 2020, María Laura Santillán condujo con un amplio y destacado equipo periodístico hasta su renuncia.
En 2019 ingresan Diego Leuco y Luciana Geuna. En 2021 fueron confirmados conductores del noticiero hasta 2023. Desde entonces, se renovaron gráficas y cortinas musicales del programa, inspirados en el antiguo Telenoche pero apuntados a lo moderno.
Desde 2023, Nelson Castro y Dominique Metzger conducen el informativo.

### Hitos del programa
- Comenzó el 3 de enero de 1966.
- Primero se emitió a las 23 (UTC -3), para competir con el Reporter Esso; a principios de abril de 1966, se mudó a su histórico horario de las 20 (UTC -3).
- Los primeros conductores fueron Mónica Cahen D'Anvers (en ese entonces, conocida como Mónica Mihanovich) y Andrés Percivale.
- En 1967, Cahen D'Anvers hizo el primer viaje al exterior para realizar la cobertura del cincuentenario de la Virgen de Fátima, en Portugal. El material llegó tres días más tarde, por avión.
- En 1968, Andrés Percivale viajó a París a cubrir el Mayo Francés.
- Ese mismo año, Percivale se convirtió en el único enviado de la televisión argentina a la Guerra de Vietnam.
- En 1969, Ricardo Warnes y Carlos Montero decidieron enviar a Andrés Percivale a Córdoba para cubrir el Cordobazo. Allí ya estaba el corresponsal del canal, Sergio Villarruel. Enseguida, este se sumó al equipo de Capital Federal.
- En 1969, Telenoche siguió las alternativas del viaje del Apolo 11, con Mónica en Cabo Cañaveral y Percivale en Buenos Aires.
- En 1970, se alejó Andrés Percivale. Lo reemplazó el periodista Leo Gleizer.
- En 1971, mientras trabajaba como cronista del diario La Razón, César Mascetti se enteró de que Canal 13 buscaba un cronista. Fue aceptado y el 1° de julio de ese año, le hizo una nota a Marcel Marceau para el noticiero.
- En 1973, Mónica Cahen D'Anvers se mudó a Canal 11. El equipo de Telenoche quedó integrado por César Mascetti, Roberto Maidana, Sergio Villarruel y Evangelina Solari.
- En verano de 1992, Mónica Cahen D'Anvers y César Mascetti se convirtieron en los conductores de Telenoche 13.
- Desde 1992 hasta la actualidad, vuelve a llamarse Telenoche.
- En 1993, se lanza el canal Todo Noticias emitiendo en simultáneo con Canal 13.
- En 1994, nació la sección Telenoche Investiga.
- Ese mismo año, Mónica y César condujeron el noticiero desde Estados Unidos, por el Mundial de fútbol.
- En 1998, Mónica y César condujeron el noticiero desde Francia, por el Mundial de fútbol.
- En fechas clave (elecciones, levantamientos militares, atentados, muertes de presidentes, etc.), el rating de Telenoche se eleva de manera sustancial.
- En 2003, y tras 13 años juntos al mando del noticiero, Mónica y César se despidieron del programa en diciembre.
- Desde 2004, María Laura Santillán y Santo Biasatti conducían Telenoche.
- En julio de 2010, se presentó la investigación especial "Glaciares, el primer veto", la cual fue nominada a los premios Emmy, en la categoría Actualidad.
- El 25 de julio de 2011, cambió toda su gráfica en pantalla, pero manteniendo la música, tal como el resto de los noticieros del canal. Además, cambió el escritorio del estudio y renovó la letra "T", ubicada delante del mismo.
- En 2015 durante la renovación del nuevo estudio, María Laura y Santo conducían el noticiero desde el estudio mirador hasta el 5 de junio.
- El 8 de junio de ese año, concreta la mayor renovación de los últimos años. Cambió toda su gráfica, su música y su logo, pero además cambia de manera radical su escenografía incorporando algunos nuevos elementos escenográficos, como un enorme cubo con caras de LED y varias pantallas envolventes. Abandona la clásica "ventana" que permitía ver el control y sus conductores dejan de estar sentados la mayor parte del programa. Ahora conducen de pie y se desplazan por toda la escenografía, acompañados por una steady-cam. La renovación también involucra al contenido: Telenoche deja de ser un resumen de las noticias del día para convertirse en un programa periodístico y de investigación diario, algo inédito en la televisión argentina y adaptado a los tiempos y las audiencias actuales: veloces, hiperinformados e hipertecnológicos.
- El 15 de diciembre de 2017, Santo Biasatti se despidió tras 13 años en la conducción.
- El 29 de abril de 2019, debutaron Luciana Geuna y Diego Leuco en el noticiero.
- En diciembre de 2020, María Laura Santillán finaliza su ciclo después de 29 años en la señal.
- En febrero de 2021 toman sus puestos Diego Leuco y Luciana Geuna. Desde entonces, Geuna y Leuco conducen Telenoche con un muy bajo rating, dejando atrás al exitoso Telenoche que supieron conducir María Laura Santillán, Santo Biasatti, Mónica y César.
- En 2023, anunciaron las salidas de Diego Leuco y Luciana Geuna, el informativo nocturno pasó a ser conducidos por Nelson Castro y Dominique Metzger.

El espacio informativo no fue correspondido por el público y así lo reflejan los números del rating incluso en algunos momentos quedando por debajo de El Nueve y América.
- Desde 1990, en días electorales, cuando ocurre un hecho histórico o importante, y durante las tardes, se emite el Teleflash, que también es un adelanto de lo que se va a informar a las 20 en el noticiero.

## Presentadores

### Primera etapa
- 1966-1973: Mónica Cahen D'Anvers, Andrés Percivale, Tomás Eloy Martínez.
- 1973-1974: César Mascetti, Roberto Maidana, Sergio Villarruel, Evangelina Solari.

### Segunda etapa
- 1990-1991: Mónica Cahen D'Anvers y Sergio Villarruel.
- 1992-2003: Mónica Cahen D'Anvers y César Mascetti.
- 2004-2017: María Laura Santillán y Santo Biasatti.
- 2017-2019: María Laura Santillán.
- 2019-2020: María Laura Santillán Luciana Geuna y Diego Leuco.
- 2021-2022: Luciana Geuna y Diego Leuco.
- 2023-presente: Nelson Castro y Dominique Metzger
- 1994-presente: Luis Otero (en reemplazos temporales)

## Equipo periodístico
Telenoche cuenta con periodistas especializados de algunas secciones:

### Columnistas
| Sección         | Periodistas |
| --------------- | --- |
| Internacionales | Carolina Amoroso |
| Deportes        | Juan Butvilofsky y Gonzalo Bonadeo                                                                                        |
| Tecnología      | Elena García y Jason Mayne                                                                                                |
| Variedades      | Daniel Malnatti |
| Espectáculos    | Sofia Kotler |
| Investigación   | Martín Ciccioli |
| Ciencia y Salud | Guillermo Lobo |
| Policiales      | Sebastián Domenech |
| Clima           | José Bianco, en ocasiones Matías Bertolotti y Marina Fernández                                                            |
| Política        | Edgardo Alfano, Joaquín Morales Solá, Eduardo Van der Kooy, María Eugenia Duffard, Rodrigo Alegre e Ignacio "Nacho" Otero |
| Economía        | Marcelo Bonelli y Sofía Terrile                                                                                           |
| Música          | Fernando Molinero |

## Gerencia informativa
- Director de noticias: Ricardo Ravanelli.
- Producción general: Lía Mormina
- Producción ejecutiva: Enrique García
- Producción: Federico Lloveras, Claudio Esposito, Anabella Romero, Darío Salas, Juan Manuel Boarini y Melina Los
- Producción especial: Francisco Cárregas
- Redacción: Julián Obaya.

## Cronistas
- Gustavo Tubio
- Darío Lopreite
- Paula Bernini
- Valeria Sampedro
- Norberto Dupesso
- María Eugenia Duffard
- Martín González
- Marcelo Peláez
- Victoria Márquez
- Daniel Malnatti